# Бахтияр, Амаро
Амаро Бахтияр (швед. Amaro Bahtijar; род. 26 августа 1998, Швеция) — шведский футболист, полузащитник «Сундсвалля».

## Клубная карьера
Является воспитанником клуба «Сунд», за который в 2013 году начал выступление на взрослом уровне в четвертом дивизионе Швеции. Затем выступал за «Онге». В ноябре 2015 года проходил просмотр в итальянском «Удинезе». В декабре того же года перешёл в «Сундсвалль». Первый сезон выступал за молодёжную команду клуба, а затем стал привлекаться к тренировкам с основным составом. 26 апреля 2017 года в игре с «Эльфсборгом» дебютировал в чемпионате Швеции.
В январе 2019 года перешёл в «Тимро». В январе 2020 года перешёл в норвежский «Стейнхьер». За норвежский клуб из-за пандемии коронавируса не сыграл ни одного матча и вернулся в Швецию, где присоединился к «Норр Юнайтед» из пятого дивизиона. Затем выступал за «Худиксвалль» и «Умео».
В конце декабря 2023 года на правах свободного агента вернулся в «Сундсвалль», с которым заключил соглашение на один сезон.